# Фазова проникність гірських порід
Фазова проникність гірських порід (рос. фазовая проницаемость горных пород;  англ. phase permeability; нім. Phasenpermeabilität f )– проникність гірської породи для однієї з фаз, яка рухається в порах двофазної або багатофазної системи, тобто проникність однієї фази при наявності інших рухомих чи нерухомих фаз. 
Фазова проникність гірських порід залежить від фізичних властивостей породи, фізико-хімічних властивостей рідин і газів, а також від ступеня насиченості пустотного простору кожною з фаз. 